# Цветелина
Цветелина Георгиева Добрева, по-известна само като Цветелина, е българска попфолк и фолклорна певица.

## Биография
Родена е на 31 юли 1976 година в южния български град Петрич като четвърто дете в многодетно семейство. Веднага след раждането ѝ семейството ѝ се мести във Варна. Родителите ѝ Елена и Георги Добреви са дейци на самодейни състави за български фолклор. Цветелина влиза в детския танцов ансамбъл „Китка цвете“ с художествен ръководител Йордан Илиев, с когото има и телевизионни участия. Учи солфеж и народно пеене. Завършва седми клас в училище „П. К. Яворов“ във Варна и започва да учи в музикална паралелка на училище „Екзарх Йосиф“ в Разград. Същевременно е част от местния оркестър „Хармония“. След завършване на музикалното училище, се връща във Варна, където работи с няколко музикални формации и в ансамбъл „Обреди“. Подписва договор с „Пайнер“ и в 1997 година излиза нейният първи самостоятелен албум „Смених любовта за песента“ с музикални продуценти Радослав Петров (Радо Шишарката) и Ленко Драганов. Репертоарът ѝ е предимно от авторски песни. Хит от албума е „Сто мерцедеса“. В 1998 година излиза вторият ѝ самостоятелен албум „Цвете да съм“. В 1999 година на първия национален фестивал за нова авторска песен „Тракия Фолк“ в Стара Загора Цветелина печели Първа награда на журито с песента „Ето ме“ по музика и текст на Митко Митев и аранжимент на Пламен Велинов. В 1999 година излиза и третият ѝ албум „Здраве да е“, който става албум на годината на списание „Нов Фолк“ и радио „Сигнал +“, а песента „Няма 6 – 5“ е избрана за хит на годината от слушателите на радио „Ритмо“ и радио „Мила“. В 2000 година Цветелина печели първа награда на журито на фестивала „Тракия Фолк“ с песента „Отиваш си“ по музика на Орхан Мурад, текст на Надежда Захариева и аранжимент на Максим Горанов. На фестивала „Пирин Фолк“ в същата година печели първа награда на публиката и трето място на журито. В 2000 година излиза четвъртият ѝ албум „Няма да е все така“. На 3 юни 2001 година в Пловдив ражда сина си Лъчезар. След изтичането на петгодишния договор на Цветелина с „Пайнер“, тя решава да прекрати работа с компанията. На 28 април 2002 година излиза петият ѝ албум „Син си имам“. Шестият ѝ самостоятелен албум „Любовта е като сянка“ излиза на 28 януари 2004 година и подобно на предишния е продуциран от самата Цветелина. С песента „Мамо“ Цветелина печели втора награда на фестивала „Пирин Фолк България“ в Банско. В 2005 година прави дуетна песен „Недостъпен“ със сестра си Екстра Нина, а в 2006 година издава две парчета със Сашо Роман. В 2007 година навръх Цветница Цветелина издава седмия си самостоятелен албум „Нищо не е случайно“. Започва да учи поп и джаз пеене в Пловдивския университет.

## Дискография

### Студийни албуми
- Смених любовта за песента (1997)
- Цвете да съм (1998)
- Здраве да е (1999)
- Няма да е все така (2000)
- Син си имам (2002)
- Любовта е като сянка (2004)
- Нищо не е случайно (2007)
- Завръщане към корените (2015)
- Родовата сила (2023)

### Компилации
- DVD и MP3 колекция (2012)